# Persone di nome Luigi/Presbiteri
| Questa pagina contiene informazioni ricavate automaticamente dalle voci biografiche con l'ausilio del template Bio e di un bot. L'aggiornamento è periodico e automatico e ricostruisce completamente la pagina. Se manca una persona in questa lista, sei pregato di non aggiungerla, ma accertati piuttosto che la sua voce biografica contenga il template Bio e che i dati anagrafici siano correttamente compilati. Se il template Bio manca, inseriscilo tu stesso o, in alternativa, metti l'avviso {{tmp\|Bio}} che ne segnala la mancanza. Se i dati riportati sono sbagliati, correggi direttamente la voce biografica; le modifiche saranno visibili in questa lista entro pochi giorni. Per chiarimenti vedi il progetto antroponimi. La lista contiene solo le 60 persone che sono citate nell'enciclopedia e per le quali è stato implementato correttamente il template Bio. Pagina aggiornata al 6 giu 2025. |

Questa è una lista di persone presenti nell'enciclopedia che hanno il nome Luigi e sono presbiteri.

## A(2)
- Luigi Agustoni, presbitero e musicologo svizzero (Sciaffusa, n. 1917 - Orselina, † 2004)
- Francesco Arconati, presbitero e scrittore italiano (Milano, n. 1605 - Milano)

## B(3)
- Luigi Bailo, presbitero italiano (Treviso, n. 1835 - Treviso, † 1932)
- Luigi Biraghi, presbitero italiano (Vignate, n. 1801 - Milano, † 1879)
- Luigi Boccardo, presbitero italiano (Moncalieri, n. 1861 - Torino, † 1936)

## C(8)
- Luigi Caburlotto, presbitero italiano (Venezia, n. 1817 - Venezia, † 1897)
- Luigi Cansani, presbitero, organista e compositore svizzero (Cadro, n. 1927 - Novazzano, † 2017)
- Luigi Casaril, presbitero italiano (Venezia, n. 1883 - Roma, † 1980)
- Luigi Cerebotani, presbitero, fisico e teologo italiano (Lonato, n. 1847 - Verona, † 1928)
- Luigi Cerutti, presbitero italiano (Gambarare di Mira, n. 1865 - Venezia, † 1934)
- Luigi Chiarini, presbitero e orientalista italiano (Acquaviva, n. 1789 - Varsavia, † 1832)
- Luigi Costanzo, presbitero e pedagogista italiano (Adami, n. 1886 - Decollatura, † 1958)
- Luigi Cuccagni, presbitero, scrittore e giornalista italiano (Città di Castello, n. 1740 - Roma, † 1798)

## D(2)
- Luigi Del Pietro, presbitero svizzero (Calpiogna, n. 1906 - Lugano, † 1977)
- Luigi Di Liegro, presbitero e attivista italiano (Gaeta, n. 1928 - Milano, † 1997)

## E(1)
- Luigi Maria Epicoco, presbitero, teologo e filosofo italiano (Mesagne, n. 1980)

## F(2)
- Luigi Faidutti, presbitero e politico austriaco (San Leonardo, n. 1861 - Königsberg, † 1931)
- Luigi Fausti, presbitero, storico e storico dell'arte italiano (Campello sul Clitunno, n. 1883 - Campello sul Clitunno, † 1943)

## G(5)
- Luigi Gardellini, presbitero italiano (Roma, n. 1759 - Roma, † 1829)
- Luigi Giussani, presbitero, teologo e docente italiano (Desio, n. 1922 - Milano, † 2005)
- Luigi Maria Grignion de Montfort, presbitero francese (Montfort-la-Cane, n. 1673 - Saint-Laurent-sur-Sèvre, † 1716)
- Luigi Guanella, presbitero italiano (Fraciscio di Campodolcino, n. 1842 - Como, † 1915)
- Luigi Guercio, presbitero e latinista italiano (Santa Maria di Castellabate, n. 1882 - Salerno, † 1962)

## I(1)
- Luigi Ianni, presbitero italiano (Fivizzano, n. 1917 - Monzone, † 1944)

## L(5)
- Luigi La Nuza, presbitero e missionario italiano (Licata, n. 1591 - Palermo, † 1656)
- Luigi Lenzini, presbitero italiano (Fiumalbo, n. 1881 - Pavullo nel Frignano, † 1945)
- Luigi Lorenzetti, presbitero e teologo italiano (Egna, n. 1931 - Bologna, † 2018)
- Luigi Lucini, presbitero e scrittore italiano (Palermo, n. 1945)
- Luigi di San Michele dei Santi, presbitero spagnolo (Amorebieta-Etxano, n. 1891 - Cuenca, † 1936)

## M(5)
- Luigi Martini, presbitero italiano (Sustinente, n. 1803 - Mantova, † 1877)
- Luigi Mazzarello, presbitero italiano (Mornese, n. 1885 - Lerma, † 1959)
- Luigi Merola, presbitero e scrittore italiano (Villaricca, n. 1972)
- Luigi Monza, presbitero italiano (Cislago, n. 1898 - Lecco, † 1954)
- Luigi Mozzi, presbitero e gesuita italiano (Bergamo, n. 1746 - Oreno, † 1813)

## N(4)
- Luigi Nicoletti, presbitero, politico e giornalista italiano (San Giovanni in Fiore, n. 1883 - Cosenza, † 1958)
- Luigi Nostro, presbitero, storico e poeta italiano (Villa San Giovanni, n. 1866 - Villa San Giovanni, † 1944)
- Luigi Novarese, presbitero italiano (Casale Monferrato, n. 1914 - Rocca Priora, † 1984)
- Luigi Novarini, presbitero e biblista italiano (Verona, n. 1594 - Verona, † 1650)

## O(1)
- Luigi Orione, presbitero italiano (Pontecurone, n. 1872 - Sanremo, † 1940)

## P(7)
- Luigi Pagnoni, presbitero e storico dell'arte italiano (Martinengo, n. 1914 - Bergamo, † 2017)
- Luigi Maria Palazzolo, presbitero italiano (Bergamo, n. 1827 - Bergamo, † 1886)
- Luigi Parazzi, presbitero, bibliotecario e letterato italiano (Viadana, n. 1834 - Viadana, † 1914)
- Luigi Pedrollo, presbitero italiano (Veronella, n. 1888 - Verona, † 1986)
- Luigi Pellanda, presbitero e storico italiano (Crodo, n. 1885 - Domodossola, † 1961)
- Luigi Pierini, presbitero italiano (Roma, n. 1932 - Roma, † 2016)
- Luigi Pretto, presbitero e dirigente sportivo italiano (Roveredo di Guà, n. 1925 - Padova, † 2005)

## R(4)
- Luigi Rabatà, presbitero italiano (Erice, n. 1443 - Randazzo, † 1490)
- Luigi Ravelli, presbitero, alpinista e storico italiano (n. 1879 - † 1963)
- Luigi Ricceri, presbitero italiano (Mineo, n. 1901 - Castellammare di Stabia, † 1989)
- Luigi Roncagli, presbitero italiano (Mascarino, n. 1881 - Castelfranco Emilia, † 1951)

## S(3)
- Luigi Scrosoppi, presbitero italiano (Udine, n. 1804 - Udine, † 1884)
- Luigi Serenthà, presbitero e teologo italiano (Monza, n. 1938 - Milano, † 1986)
- Luigi Sturzo, presbitero e politico italiano (Caltagirone, n. 1871 - Roma, † 1959)

## T(2)
- Luigi Talamoni, presbitero italiano (Monza, n. 1848 - Milano, † 1926)
- Luigi Travelli, presbitero e poeta italiano (Mortara, n. 1761 - Mortara, † 1836)

## V(3)
- Luigi Variara, presbitero e missionario italiano (Viarigi, n. 1875 - Cúcuta, † 1923)
- Luigi Vasi, presbitero e storico italiano (San Fratello, n. 1829 - San Fratello, † 1901)
- Luigi Maria Verzé, presbitero e imprenditore italiano (Illasi, n. 1920 - Milano, † 2011)

## Z(2)
- Luigi Zambarelli, presbitero e scrittore italiano (Minturno, n. 1877 - Roma, † 1946)
- Luigi Zoppetti, presbitero e partigiano italiano (Monteossolano, n. 1888 - Domodossola, † 1970)